# Allokation (Ökobilanz)
Bei der Erstellung von Ökobilanzen steht Allokation für die Zuteilung von Emissions- und Energiebeiträgen zu der „eigentlichen Quelle“. Infolgedessen geht ein wiederverwertetes Produkt nur zu einem geringen Anteil in die Ökobilanz ein, da die Emissions- und Energiebeiträge dem ursprünglichen Produkt angelastet werden können. 
Laut der Definition nach der DIN-Norm 14040 ist eine Allokation im Rahmen einer Ökobilanz eine „Zuordnung der Input- oder Outputflüsse eines Prozesses oder eines Produktsystems zum untersuchten Produktsystem und zu einem oder mehreren anderen Produktsystemen“. Relevant wird die Durchführung einer Allokation im Rahmen der Ökobilanzierung bei Koppelprodukten, dem Recycling von Produkten oder zum Vergleich von Abfallentsorgungsoptionen. Eine Koppelproduktion liegt vor, wenn aus einem Produktsystem mehrere Produkte entstehen. Das Allokationsproblem liegt dann darin, die im Zuge der Produktion angefallenen Umweltbelastungen "gerecht" auf die Koppelprodukte aufzuteilen. Eine streng wissenschaftliche Lösung dieses Problems existiert nicht. Vielmehr kommt es auf subjektive Werthaltungen des Bilanzierenden an, der beurteilen muss welche Zurechnung der Umweltlasten auf zwei oder mehrere entstehende Koppelprodukte als "gerecht" angesehen wird.
Nach der DIN-Norm ISO 14044:2018 sind folgende Anforderungen an eine Allokation zu stellen:
1. Das gewählte Allokationsverfahren ist zu dokumentieren und zu erläutern.
2. Die Allokation darf nichts an der Summe der Inputs und Outputs eines Prozessmoduls verändern.
3. Sofern mehrere Allokationsverfahren möglich sind, ist eine Sensivitätsanalyse durchzuführen, die untersucht wie sich das Gesamtergebnis der Ökobilanzstudie je nach gewähltem Verfahren verändern würde.[3]

DIN-Norm ISO 14040 legt fest, dass eine Allokation, soweit möglich zu vermeiden ist. Dies kann durch sog. Systemerweiterung oder Aufteilung der Prozessmodule geschehen. Erst wenn eine Vermeidung der Allokation durch diese Verfahren nicht möglich ist, sollte eine Allokation zum Einsatz kommen. Diese Allokation sollte vorrangig auf Basis physikalischer Eigenschaften (nach Masse, Volumen, Brennwert..) erfolgen; hilfsweise auch nach ökonomischen Kriterien wie Marktpreis, Umsatz oder Gewinn.